# Pterostichus subacutus
Pterostichus subacutus är en skalbaggsart som beskrevs av Thomas Casey. Pterostichus subacutus ingår i släktet Pterostichus och familjen jordlöpare. Inga underarter finns listade i Catalogue of Life.